# Diócesis de Awka
La diócesis de Awka (en latín: Dioecesis Avkaensis y en inglés: Roman Catholic Diocese of Awka) es una circunscripción eclesiástica de la Iglesia católica en Nigeria. Se trata de una diócesis latina, sufragánea de la arquidiócesis de Onitsha. Desde el 8 de julio de 2011 su obispo es Paulinus Chukwuemeka Ezeokafor.

## Territorio y organización
La diócesis tiene 775 km² y extiende su jurisdicción sobre los fieles católicos de rito latino residentes en parte del estado de Anambra.
La sede de la diócesis se encuentra en la ciudad de Awka, en donde se halla la Catedral de San Patricio.
En 2022 en la diócesis existían 109 parroquias.

## Historia
La diócesis fue erigida el 10 de noviembre de 1977 con la bula Verba Christi del papa Pablo VI, obteniendo el territorio de la arquidiócesis de Onitsha.
El 5 de marzo de 2020 cedió una porción de su territorio para la erección de la diócesis de Ekwulobia mediante la bula Benignitatis Domini del papa Francisco.

## Estadísticas
Según el Anuario Pontificio 2023 la diócesis tenía a fines de 2022 un total de 402 891 fieles bautizados.
| Año                                                                             | Población            | Población | Población      | Sacerdotes | Sacerdotes    | Sacerdotes    | Bautizados por sacerdote | Diáconos permanentes | Religiosos | Religiosos | Parroquias |
| Año                                                                             | Bautizados católicos | Total     | % de católicos | Total      | Clero secular | Clero regular | Bautizados por sacerdote | Diáconos permanentes | Varones    | Mujeres    | Parroquias |
| ------------------------------------------------------------------------------- | -------------------- | --------- | -------------- | ---------- | ------------- | ------------- | ------------------------ | -------------------- | ---------- | ---------- | ---------- |
| 1980                                                                            | 226 741              | 717 000   | 31.6           | 41         | 41            |               | 5530                     |                      | 2          | 36         | 23         |
| 1990                                                                            | 451 000              | 917 000   | 49.2           | 112        | 108           | 4             | 4026                     |                      | 10         | 61         | 66         |
| 1999                                                                            | 584 340              | 1 112 923 | 52.5           | 225        | 223           | 2             | 2597                     |                      | 7          | 129        | 109        |
| 2000                                                                            | 599 884              | 1 138 467 | 52.7           | 219        | 217           | 2             | 2739                     |                      | 9          | 133        | 112        |
| 2001                                                                            | 614 340              | 1 168 755 | 52.6           | 204        | 202           | 2             | 3011                     |                      | 9          | 130        | 115        |
| 2002                                                                            | 628 742              | 1 183 157 | 53.1           | 205        | 203           | 2             | 3067                     |                      | 9          | 143        | 124        |
| 2003                                                                            | 642 490              | 1 235 469 | 52.0           | 251        | 245           | 6             | 2559                     |                      | 13         | 144        | 128        |
| 2004                                                                            | 658 009              | 1 247 637 | 52.7           | 272        | 269           | 3             | 2419                     |                      | 10         | 129        | 131        |
| 2006                                                                            | 635 595              | 1 277 990 | 49.7           | 272        | 265           | 7             | 2336                     |                      | 14         | 138        | 137        |
| 2012                                                                            | 797 143              | 1 516 000 | 52.6           | 318        | 313           | 5             | 2506                     |                      | 15         | 152        | 165        |
| 2015                                                                            | 845 427              | 1 688 033 | 50.1           | 356        | 348           | 8             | 2374                     |                      | 17         | 150        | 173        |
| 2018                                                                            | 881 410              | 1 751 862 | 50.3           | 403        | 388           | 15            | 2187                     |                      | 33         | 225        | 184        |
| 2020                                                                            | 1 105 327            | 1 975 520 | 56.0           | 611        | 597           | 14            | 1410                     |                      | 5          | ?          | 186        |
| 2020                                                                            | 503 212              | 991 105   | 50.8           | 359        | 357           | 2             | 1410                     |                      | 5          | ?          | 104        |
| 2020                                                                            | 503 212              | 991 105   | 50.8           | 177        | 172           | 5             | 2843                     |                      | 7          | 141        | 106        |
| 2022                                                                            | 299 346              | 422 730   | 70.8           | 264        | 262           | 2             | 1133                     |                      | 7          | 8          | 109        |
| Fuente: Catholic-Hierarchy, que a su vez toma los datos del Anuario Pontificio. |                      |           |                |            |               |               |                          |                      |            |            |            |

## Episcopologio
- Albert Kanene Obiefuna † (10 de noviembre de 1977-9 de septiembre de 1994 nombrado arzobispo coadjutor de Onitsha)
- Simon Akwali Okafor † (9 de septiembre de 1994-17 de abril de 2010 retirado)
- Paulinus Chukwuemeka Ezeokafor, desde el 8 de julio de 2011